# L'Ultime Sentinelle
L'Ultime Sentinelle (titre original : The Last Guardian) est un roman post-apocalyptique de David Gemmell paru en 1989 en anglais et en 2003 en français (traduction de Rosalie Guillaume pour les éditions Bragelonne).
Ce livre appartient à la trilogie Jon Shannow, aussi appelée trilogie des Pierres de sang, qui elle-même appartient au cycle Histoires des Sipstrassi.
Tome 1 : Le Loup dans l'ombre (paru initialement sous le titre l’Homme de Jérusalem)
Tome 2 : L’Ultime Sentinelle
Tome 3 : Pierre de sang
L'histoire se déroule sur Terre après un cataclysme et la magie est réapparue avec les Sipstrassi (appelées Pierres de sang quand elles servent à faire le mal) : Jon Shannow, l'Homme de Jérusalem, arpente le monde pour trouver Dieu et réponse à ses questions.

## Résumé
Le monde ne suffit plus pour le grand souverain Pendarric. Il décide d’utiliser la magie des Sipstrassi pour conquérir de nouveaux territoires à travers le temps et l’espace…
Mais la Terre d’après le cataclysme ne compte pas se laisser faire. Pour vaincre l’Empereur Sorcier d’Atlantis, le pistoléro Jon Shannow part en quête de l’Épée de Dieu, une arme légendaire suspendue dans le ciel au-delà du Mur, un territoire hanté par les hommes-fauves et leur étrange prêtresse à la peau sombre. Et c’est sans compter sur les troupes atlantes à sa poursuite, dont les Écailleux de la Dague ne sont que l’avant-garde…

## Commentaires
- Au départ assez proche de Waylander, Jon Shannow est un hommage au Pale Rider, le cavalier solitaire de Clint Eastwood et au Solomon Kane de Robert E. Howard.
- La jeunesse difficile de Jon Shannow fait écho aux problèmes rencontrés par l’auteur dans sa propre jeunesse[1].
- Le terme et la notion de Rollynd semble faire référence à un autre pistoléro solitaire : Roland de Gilead (Stephen King, La Tour sombre).
- Le personnage de Pendarric, empereur d'Atlantis, apparaît aussi dans le diptyque des Pierres de Pouvoirs. Une mention est également faite par le personnage d'Aristote dans la saga Le Lion de Macédoine.
- Le personnage de Nu est une mise en abîme du personnage de Noé dans l’Ancien Testament.
- Un autre empire conquérant inter-dimensionnel apparaît dans la 3e aventure de Waylander.